# Drums Night
Drums Night è un album live di Philly Joe Jones, pubblicato dalla Mercury Records nel 1977. Il disco fu registrato dal vivo il 27 giugno 1977 al "Storyville" di New York.

## Tracce
Lato A
1. Killer Joe (Benny Golson)
2. 'Round Midnight (Thelonious Monk, Cootie Williams, Bernie Hanighen)

Lato B
1. Strollin' (Horace Silver)
2. Bolivia (Cedar Walton)

## Musicisti
- Philly Joe Jones  - batteria
- Charles Bowen  - sassofono tenore, sassofono soprano
- Allen Chapman  - trombone
- Walter Davis, Jr.  - pianoforte (oppure) Billy Meek  - pianoforte
- Brian Smith  - basso
- Al Foster  - batteria
- Billy Hart  - batteria